# Jeziora w Polsce

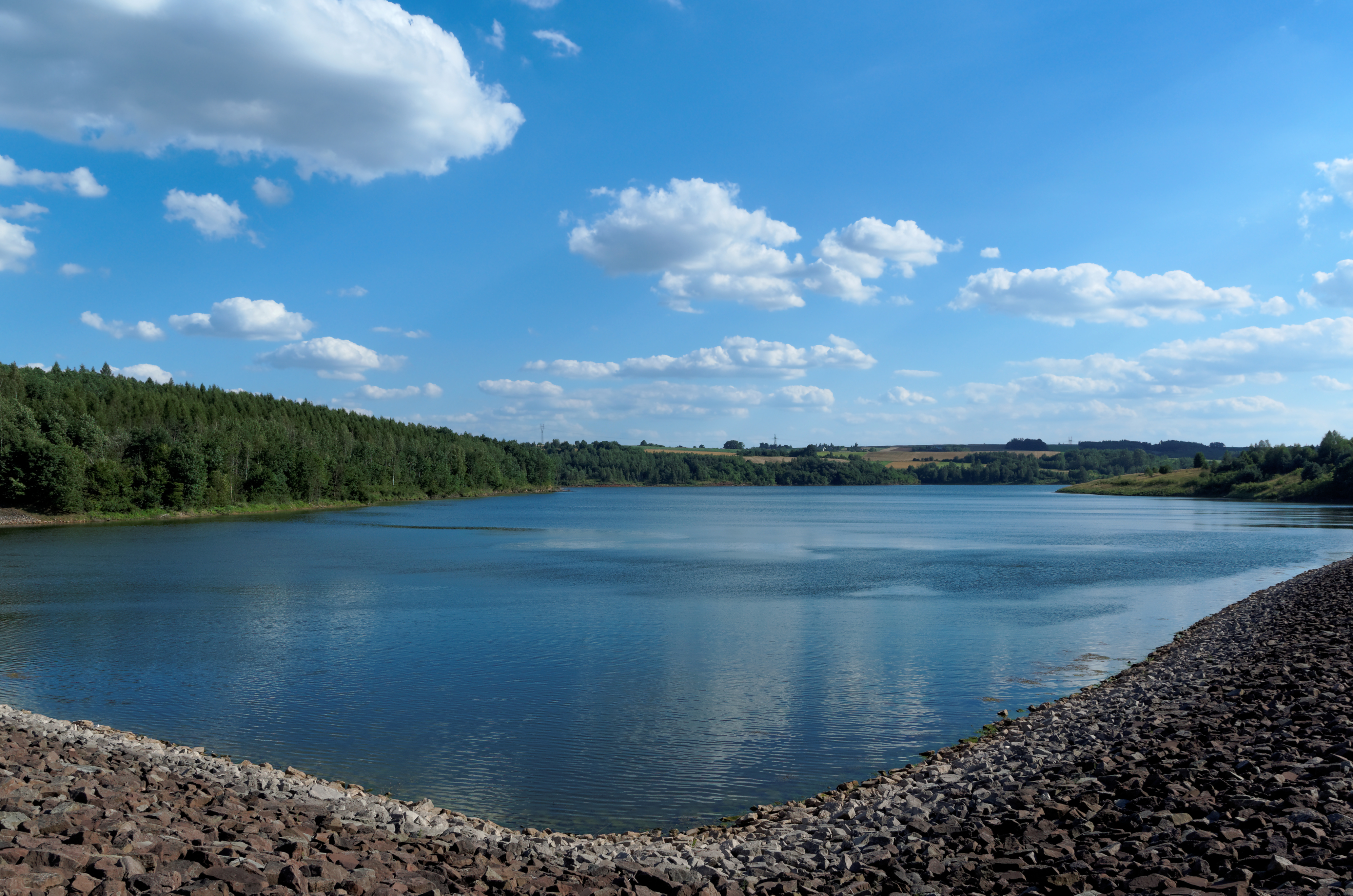
Jezioro Wióry

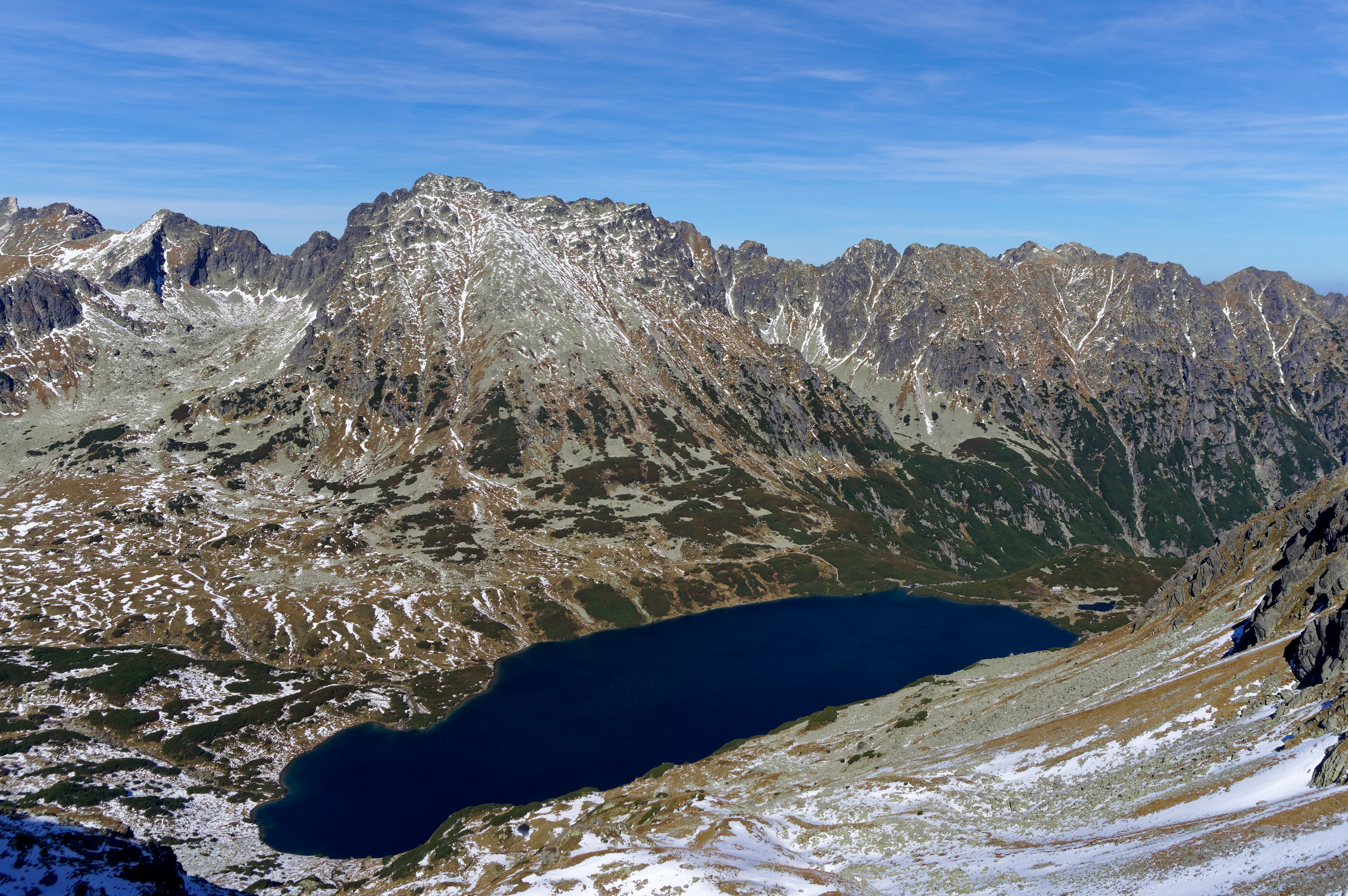
Wielki Staw Polski

Polska należy do państw obfitujących w jeziora. Występują one przede wszystkim w północnej części kraju, czyli na terenie obejmującym obszar ostatniego zlodowacenia (Pojezierze Pomorskie, Pojezierze Mazurskie). Zdecydowana większość jezior w Polsce to jeziora polodowcowe, ponadto na Polesiu Zachodnim występują jeziora krasowe.

## Charakterystyka
Na Pomorzu występują jeziora przybrzeżne, powstałe w wyniku odcięcia od Morza Bałtyckiego mierzeją dawnej zatoki morskiej (Sarbsko, Łebsko, Dołgie Wielkie, Dołgie Małe, Gardno, Wicko, Bukowo, Jamno, Koprowo, Kopań, Resko Przymorskie i Liwia Łuża). Niewielka liczba to jeziora górskie, przede wszystkim cyrkowe – w cyrkach (kotłach) lodowcowych, np. Czarny Staw, Morskie Oko, Mały Staw, Wielki Staw. Pierwszym opracowaniem dotyczącym liczby i rozmieszczenia jezior w Polsce była praca Wincentego Pola z 1875 r., w której wykazano 5673 jeziora między Odrą a Dnieprem. W 1925 r. ukazała się praca Stanisława Lencewicza z wykazem 6659 jezior o powierzchni powyżej 1 ha. Współczesnym, najbardziej kompletnym i aktualnym skatalogowaniem jezior Polski są opracowania Adama Choińskiego, obejmujące jeziora powyżej 1 ha (powierzchnia oceniona na podstawie map w skali 1:50 000). Trzyczęściowy katalog jezior Choińskiego (pierwsze wydanie) obejmuje 7081 jezior o powierzchni większej niż 1 ha(ich łączna powierzchnia to 2813,77 km²). W stosunku do 1954 r., gdy skatalogowano 9296 jezior o powierzchni ponad 1 ha, liczba jezior zmniejszyła się aż o 2215, czyli ponad 11%. Spowodowane to było szybkim zanikaniem najmniejszych jezior. Jeziorność Polski wynosi tylko 0,9% powierzchni kraju. Dla porównania w Szwecji jeziora zajmują 8,5% powierzchni, a w Kanadzie – 7,6%.
Najliczniej występują jeziora polodowcowe, powstałe po ustąpieniu lądolodu około 11-12 tys. lat temu i wykorzystujące związane z nim obniżenia terenu. Misy tych jezior powstały w wyniku erozyjnej działalności lądolodu i wód lodowcowych lub ich działalności akumulacyjnej.

## Stan wód
Spośród jezior poddawanych monitoringowi jakości około 1980 r. jedno lub dwa (w zależności od przyjętych kryteriów) spełniało kryteria I klasy czystości wód, a ponad połowa lub około 1/3 miały wody pozaklasowe. Najczystszymi spośród wówczas badanych jezior okazały się Gim, Bobięcińskie Wielkie i Miłoszewskie. O niskiej ocenie zwykle decydowały przekroczenia norm dla zawartości fosforanów, azotu organicznego lub miano coli typu kałowego.
Na początku drugiej dekady XXI wieku większość miała wody w umiarkowanym stanie ekologicznym i dobrym stanie chemicznym. Stan ogólny oceniono wówczas dla 728 jezior, z czego stan dobry osiągnęło 75. Ocena stanu ekologicznego jezior w całej Polsce jest dość zróżnicowana, podczas gdy stan chemiczny poniżej dobrego wykazano głównie w jeziorach zachodniej Polski. O ocenie stanu ekologicznego jezior jako gorszy niż dobry najczęściej decydował stan elementów biologicznych – fitoplanktonu i makrofitów, jak również mała przezroczystość. Wskazuje to na eutrofizację jako główną presję oddziałującą na wody jeziorne. Mimo to, w większości jezior nie stwierdzono przekroczenia substancji biogennych, tj. azotu i fosforu.

## Polskie jeziora w gospodarce wodnej
Liczba jezior w wielu europejskich krajach przekracza możliwości sprawnego gospodarowania ich wodami, w związku z czym za jednolite części wód jeziornych, a więc jednostki ich administrowania przyjmuje się tylko większe jeziora. Mimo że prawo europejskie (czyli ramowa dyrektywa wodna) nie określa minimalnej wielkości jezior podlegających administracji w systemie gospodarki wodnej, w praktyce za taką granicę przyjmuje się 50 ha. W Polsce granicę 50 ha powierzchni przekracza nieco ponad 1000 jezior, a dokładna liczba zależy od aktualnej wersji map podziału hydrograficznego Polski.
| Liczba jednolitych części wód jeziornych |                                     |      |      |      |
| Obszar dorzecza                          | Region wodny                        | Rok  | Rok  | Rok  |
| Obszar dorzecza                          | Region wodny                        | 2005 | 2011 | 2016 |
| Wisła                                    | Dolna Wisła (i Przymorze Wschodnie) | 283  | 481  | 284  |
| Wisła                                    | Środkowa Wisła                      | 200  | 481  | 199  |
| Odra                                     | Dolna Odra i Przymorze Zachodnie    | 112  | 420  | 113  |
| Odra                                     | Środkowa Odra                       | 24   | 420  | 24   |
| Odra                                     | Warta                               | 284  | 420  | 285  |
| Niemen                                   | Niemen                              | 36   | 36   | 36   |
| Pregoła                                  | Łyna i Węgorapa                     | 101  | 101  | 101  |
| Świeża                                   | Świeża                              | 1    | 1    | 1    |